# Microporella personata
Microporella personata är en mossdjursart som först beskrevs av Busk 1854.  Microporella personata ingår i släktet Microporella och familjen Microporellidae. Inga underarter finns listade i Catalogue of Life.